# James Michael Anderson
James Michael Anderson (nacido el 30 de julio de 1982) es un jugador de críquet de Inglaterra. Es considerado como uno de los mejores jugadores de bolos en la historia del críquet. Anderson es el principal tomador de terrenos de todos los tiempos en el nivel de Test Cricket, como el único jugador de bolos rápido que ha tomado 600 o más terrenos de Test Cricket, y es el tercer mayor tomador de terrenos en general. Anderson fue el primer jugador de bolos de Inglaterra en alcanzar 400, 500 y 600 terrenos en partidos de prueba. A partir de enero de 2021, ocupa el sexto lugar en el ranking de bolos ICC 'Test Cricket'.

## Carrera profesional
A la edad de 20 años, hizo su debut en One Day International el 15 de diciembre de 2002 contra Australia en Melbourne. En mayo de 2003, hizo su primera aparición en Test Cricket contra Zimbabue en Lord's y tomó cinco terrenos en una entrada en su debut. En noviembre de 2020, Anderson fue nominado para el premio al jugador de críquet de prueba masculino de la década de la ICC.
El 8 de diciembre de 2011, se le otorgó la Libertad del Municipio de Burnley. En los honores del cumpleaños de la reina de 2015, Anderson fue nombrado Oficial de la Orden del Imperio Británico (OBE) por sus servicios al cricket.